# プラズマ乳酸菌
プラズマ乳酸菌（プラズマにゅうさんきん、Lactococcus lactis strain Plasma）は、乳酸菌の一種であるラクトコッカス属ラクティスの株の一つである。ウイルス感染防御機能を制御する重要な免疫細胞サブセットである形質細胞様樹状細胞 (pDC：プラズマサイトイド樹状細胞) を活性化することからプラズマ乳酸菌と呼ばれている。

## 歴史
ヒトのウイルス免疫システムにおいて司令塔的な役割を持つプラズマサイトイド樹状細胞（plasmacytoid dendtitic cell, pDCと略される）を乳酸菌を使って活性化できないか、とする試みの過程で発見された。125菌株の乳酸菌を用いたスクリーニングにおいて、ほとんどの株には活性化能が認められなかったが、3株のみがpDCの活動を示唆するインターフェロンαの産生誘導能を示した。このうちもっとも安定的な活性化能を示したのが、後にプラズマ乳酸菌と呼ばれることになるJCM5805株（Lactococcus lactis subsp. lactis JCM 5805株）である。キリンホールディングス株式会社と小岩井乳業株式会社が共同開発、小岩井乳業株式会社は2012年12月に「プラズマ乳酸菌のむヨーグルト」を発売した。 

## 医学研究と用途
プラズマ乳酸菌は風邪・インフルエンザ様症状、新型コロナウイルス感染症（COVID-19）、デング熱、ロタウイルス感染症等様々な感染症に効果があることが研究から示唆されている。
活性本体としては乳酸菌体のDNAであることが知られており、生菌・死菌問わずpDCを活性化できると報告されている。その為、腸内に生菌として届く必要はなく、一般的な乳酸菌がもつプロバイオティクスとは異なるメカニズムで効果を発現する。
また、免疫システムにおいて司令塔的な役割を持つpDCを直接活性化することで、その下流となる複数種の免疫細胞（NK細胞、キラーT細胞、B細胞、ヘルパーT細胞）を活性化する事が報告されている。このことから、単一種の免疫細胞のみを活性化する一般的な乳酸菌群と比較し、高い免疫賦活作用を有すると考えられている。
プラズマ乳酸菌はこれまでに計33報の学術論文（うち17報はヒトでの臨床試験）が報告されており、その研究成果の一部は「感染症最新の治療2022-2024」のにおいても巻頭トピックスにおいても紹介されている。

### 風邪・インフルエンザ様症状への効果
健康な成人男女にプラズマ乳酸菌を含むヨーグルト飲料を10週間摂取させた結果、「咳」「熱っぽさ」等の風邪・インフルエンザ様症状の発症、悪化が抑制されたことが報告されている。また同研究において、プラズマ乳酸菌を摂取したグループの血液を採取し免疫応答性を測定したところ、抗ウイルス因子の発現が向上した事が報告されている。
岩手県雫石町の全小中学校生を対象にした観察研究においては、プラズマ乳酸菌を給食で3か月間（週3回）配布したところ、隣接する町と比較してインフルエンザ累積罹患率が減少したことから、インフルエンザへの有効性が示唆されている。

### 新型コロナウイルス感染症（COVID-19）への効果
長崎大学が行った新型コロナウイルス感染症患者を対象とした特定臨床研究では、プラズマ乳酸菌を含むカプセルを14日間摂取することで、嗅覚・味覚異常の改善を早めることが示唆されており、pDC活性化によって体内のウイルス排出が早まったことで嗅覚・味覚異常が改善された可能性が考察されている。
また国立感染症研究所とキリンホールディングス株式会社で実施された共同研究では、試験管内試験において新型コロナウイルスの増殖を抑制したことから、新型コロナウイルス感染症への有効性が示唆されている。

### デング熱への効果
マラヤ大学とキリンホールディングス株式会社で実施された共同研究では、プラズマ乳酸菌を8週間摂取することで、デング熱の主な症状である「発熱」「筋肉痛」「関節痛」「目の奥の痛み」などの累積発症日数が低下したという研究結果がある。
また試験管内試験において、プラズマ乳酸菌刺激で活性化された樹状細胞がデングウイルスの増殖を抑制したことが報告されている。

### ロタウイルス感染症への効果
動物試験において、ロタウイルスに感染させたマウスの糞便中ウイルス量を調べたところ、プラズマ乳酸菌を摂取させたマウスでは腸内のウイルス量が低下し、ロタウイルス感染症状が緩和されたとの報告がある。

### 運動時の体調不良や疲労蓄積の軽減効果
順天堂大学とキリンホールディングス株式会社で実施された共同研究によると、プラズマ乳酸菌を13日間摂取することで、過度なランニングのような激しい運動後に起こるpDC活性低下を防ぐことや、体調不良や疲労の蓄積の軽減に有効であるとされる。

### 肌バリア機能の増強効果
株式会社DeNAライフサイエンスとキリンホールディングス株式会社で実施された共同研究によると、プラズマ乳酸菌を8週間摂取することで、肌の免疫を制御するpDCの活性化作用や肌の水分保持（バリア機能）に関わる遺伝子の増強作用を示したことが報告されている。また、同臨床試験において肌フローラの安定化作用や肌の赤みを低減する効果が示されている。

### 安全性
健康な成人男女に、通常摂取量の5倍量に当たる5,000億個以上を配合したカプセルを4週間摂取させた試験では有害事象の発生は認められなかった。
また、健康な成人男女に1,000億個以上配合した飲料を12週間摂取させた長期の安全性試験においても有害事象の発生は認められなかった。

### ワクチンとしての研究開発
日本医療研究開発機構（AMED）の先進的研究開発戦略センター（SCARDA）が実施する「ワクチン・新規モダリティ研究開発事業」に「研究開発課題名：LC-Plasma経鼻接種による自然免疫メモリー誘導ワクチン開発」が採択された。
本研究開発課題は、プラズマ乳酸菌を医療用に活用し、COVID-19やインフルエンザ等の呼吸器ウイルスに対して感染防御効果を有する自然免疫誘導型のワクチンを開発することが目的となる。
既存の獲得免疫誘導ワクチンと比較して、自然免疫メモリー反応の迅速性及び広域交差性が期待され、変異株や未知の呼吸器系ウイルスに対する緊急対応用のワクチンとしての有用性も期待されることが選定理由となった。
経鼻接種による新型コロナウイルスおよびインフルエンザウイルスへの増殖抑制効果に関する研究が進んでいる。

## 保健機能食品としての利用
プラズマ乳酸菌は2020年8月7日に、機能性表示食品制度の免疫領域において、日本で初めて消費者庁に届出受理された。これ以降「健康な人の免疫機能の維持をサポート」等を標榜する食品が発売されている。
届出表示
本品には、プラズマ乳酸菌（L. lactis strain Plasma)が含まれます。プラズマ乳酸菌はpDC（プラズマサイトイド樹状細胞）に働きかけ、健康な人の免疫機能の維持に役立つことが報告されています。
機能性関与成分
プラズマ乳酸菌（L. lactis strain Plasma)　（1,000億個/日）

## 主な受賞歴
第11回　技術経営・イノベーション大賞　文部科学大臣賞
世界を変革する優れた日本発のイノベーション事例を表彰する「第11回技術経営・イノベーション大賞」において、文部科学大臣賞を受賞した。乳酸菌という安全な食品素材でありながら、免疫の司令塔pDCに直接働きかけ、免疫を維持する「プラズマ乳酸菌」を世界で初めて発見したことや、科学的なエビデンスの高さ、幅広い商品展開により免疫市場の創造・拡大が期待される点などが評価された。
ジャパン・レジリエンス・アワード2021　STOP感染症大賞
一般社団法人レジリエンスジャパン推進協議会が創設したジャパン・レジリエンス・アワード2021において「日本初免疫の機能性表示を達成した食品素材「プラズマ乳酸菌」の発見と実用化」が評価され、感染症対策に資する先進的な取り組みを表彰する部門賞「STOP感染症大賞」で第１回の金賞を受賞した。
令和５年度全国発明表彰 恩賜発明賞
発明協会が皇室からの御下賜金を受け、日本における科学技術の振興、産業経済の発展に大きく貢献している発明等を表彰する恩賜発明賞において、健康食品素材としては初めて受賞した。
Nutralngredients-Asia Awards 2021/2022/2023　プロダクト・オブ・ザ・イヤー
アジア・太平洋地域で、栄養・健康補助食品業界における原料、製品、企業、人材、取り組みなどの中から、その年最も優れた製品を表彰する「NutraIngredients-Asia Awards」のImmune Support（免疫サポート）部門において2021年度、2022年度、2023年度で3年連続で受賞した。
食創会　第26回 安藤百福賞　優秀賞
小泉純一郎 元内閣総理大臣が会長を務める、公益財団法人安藤スポーツ・食文化振興財団「食創会 ～新しい食品の創造・開発を奨める会～」の2021年度 食創会「第26回安藤百福賞」において「優秀賞」を受賞。プラズマ乳酸菌の発見と幅広い分野の食品での実用化は免疫ケア推進に貢献することが期待され、その業績が評価された。
令和6年度　科学技術分野の文部科学大臣表彰
科学技術に関する研究開発、理解増進において顕著な成果を収めた功績をたたえる「令和6年度科学技術分野の文部科学大臣表彰」（主催：文部科学省研究振興局）において「科学技術分野 科学技術賞 開発部門 文部科学大臣表彰」を受賞。

## 社会貢献活動への利用
新型コロナウイルス感染症（COVID-19）の流行下では、免疫機能を維持する特長を持つプラズマ乳酸菌はエッセンシャルワーカーへの寄贈、感染症予防啓発などの社会貢献活動に利用された。
JR東日本グループへの飲料寄贈
キリンビバレッジ株式会社は、東日本旅客鉄道株式会社を通じてJR東日本グループの従業員に日本初の免疫機能の機能性表示食品「iMUSE（イミューズ）」ブランドの飲料約9万本を寄贈（2020年12月15日発表）。
全国の小学校や公立図書館、児童館への学習教材寄贈
キリンホールディングス株式会社は、株式会社学研プラスが刊行する小学生向け学習教材「学研まんがでよくわかるシリーズ」から『免疫のひみつ』を同社と共同で制作し、全国の小学校約20,000校と公立図書館約3,200館、児童館約800館に寄贈（2021年10月12日発表）。
官民連携「げんきな免疫プロジェクト」
キリンホールディングス株式会社は、「げんきな免疫プロジェクト」を官民連携の啓発プロジェクトとして開始した。NHKのキャラクター「チコちゃん」が、免疫ケアのテーマカラーである水色の衣装となって応援するほか、森永製菓、大正製薬など全13社が取り組みを推進（2023年5月8日発表）。

## メディアでの紹介
地上波テレビ番組
| 番組名                                       | テレビ局   | 初回放送日     | 出典   |
| -------------------------------------------- | ---------- | -------------- | ------ |
| カズレーザーと学ぶ。                         | 日本テレビ | 2024年11月5日  | [ 37 ] |
| つたえたい～僕たちは感染症時代を生きている～ | フジテレビ | 2024年11月10日 | [ 38 ] |

## 他企業とのコラボ
- はたらく細胞 「はたらけ私の細胞たちキャンペーン」[39]

## 日本国内で発売されているプラズマ乳酸菌を含む国産製品
- キリン おいしい免疫ケア[40]
- キリン iMUSE ヨーグルトテイスト[41]
- キリン iMUSE 免疫ケアサプリメント[42]
- 小岩井 免疫ケアヨーグルト甘さすっきり[43]
- ファンケル：FANCL（ファンケル） 免疫サポート[44]
- オリヒロ：ぷるんと蒟蒻ゼリーパウチ　プラズマ乳酸菌（巨峰味）[45]
- 大正製薬：ヴイックスのど飴󠄀Premium プラズマ乳酸菌[46]
- 日本薬健：金の青汁® プラズマ乳酸菌免疫ケア青汁[47]
- 第一三共ヘルスケア　ダイレクト：Regain免疫ケア青汁[48]